# Il mestiere delle armi
Il mestiere delle armi è un film storico del 2001 diretto da Ermanno Olmi, presentato in concorso al 54º Festival di Cannes.
Il film narra degli ultimi giorni di vita del condottiero Giovanni delle Bande Nere, pseudonimo di Ludovico di Giovanni De' Medici, un soldato di ventura italiano al servizio dello Stato Pontificio durante le guerre d'Italia nella prima metà del XVI secolo.

## Trama
Dopo la formazione della Lega di Cognac tra Papato, Francia e Repubblica di Venezia contro lo strapotere di Carlo V, re di Spagna e imperatore del Sacro Romano Impero, un'armata imperiale di lanzichenecchi luterani al comando del veterano Georg von Frundsberg scende in Italia con l'obiettivo di saccheggiare Roma e punire il voltafaccia del Papa. Consapevole della scarsità delle proprie truppe, Giovanni adotta una tattica basata sull'impiego di un manipolo di cavalleggeri e archibugieri a cavallo. Attacca con brevi schermaglie i vettovagliamenti dei soldati imperiali in modo da ritardarne la marcia.
Il marchese di Mantova Federico II Gonzaga, intenzionato ad evitare la guerra sui suoi territori, sceglie di lasciare via libera ai lanzichenecchi. Li lascia transitare attraverso la "porta fortificata" di Curtatone negando il passo, poche ore dopo, alle truppe pontificie guidate da Giovanni. Contemporaneamente il duca di Ferrara Alfonso I d'Este, in cambio del matrimonio di suo figlio Ercole II con una principessa imperiale, dona a Frundsberg quattro pezzi di artiglieria (falconetti) in grado di perforare qualsiasi tipo d'armatura.
Giovanni riesce tuttavia a raggiungere un gruppo di soldati imperiali presso la fornace di Governolo, tra i quali vi è lo stesso generale Frundsberg. L'attacco si risolve in un fallimento: dietro le barricate di mattoni sono nascosti i cannoni e il capitano italiano è ferito gravemente ad una gamba e viene trasportato a Mantova, nel palazzo di proprietà di Aloisio Gonzaga, marchese di Castel Goffredo, che lo aveva affiancato nella battaglia. La ferita profonda si infetta rapidamente provocando una gangrena. Nonostante l'amputazione dell'arto da parte del medico Abramo Arié, Giovanni morirà di sepsi il 30 novembre 1526. L'esercito dei lanzichenecchi di Frundsberg ha così via libera verso Roma, che sarà saccheggiata dai soldati imperiali il 6 maggio 1527.

## Produzione

### Riprese
Le riprese si sono svolte dal 17 gennaio al 7 aprile 2000, principalmente in Bulgaria, nonché nelle seguenti location italiane:
- Basilica di Sant'Andrea a Mantova, dove viene esposto il corpo di Giovanni delle Bande Nere;
- Rocca Sforzesca di Soncino;
- Palazzo Ducale di Mantova, nel film residenza di Federico II;
- Casa della beata Osanna Andreasi, dimora dell'amante di Federico;
- Palazzo Barbò a Torre Pallavicina, dove viene allestito il capezzale di Giovanni.

## Distribuzione
Il film, dopo essere stato presentato in anteprima mondiale il 15 maggio 2001 al Festival di Cannes 2001, venne distribuito nelle sale cinematografiche italiane a partire dall'11 maggio 2001.

## Accoglienza

### Incassi
In Italia ai botteghini incassò circa 2,1 milioni di euro.

### Critica
La grande critica cinematografica Piera Detassis il 24 maggio 2001 scrisse su Panorama tale recensione:
"Il mestiere delle armi lascia un segno speciale e ci ricorda che c'è ancora il cinema oltre alla tv, oltre la sceneggiatura ben congegnata, oltre il blockbuster. Un cinema difficile che non concede, ma nemmeno nulla sottrae, allo spettatore, fusione calda di anima e immagine. (...) La fotografia dipinge quadri rinascimentali. La luce, i fumi, la nebbia, la neve e il freddo iniettano negli occhi la violenza di tempi bui e iniqui, mentre la bella musica di Fabio Vacchi sospinge le immagini verso la sacralità. La violenza del conflitto è fredda come quel rilucere di armature nel grigio dell'inverno."

### Analisi
La compassione che Ermanno Olmi rivolge al suo personaggio sul letto di morte non è inferiore a quella rivolta ai poveri soldati che bruciano un crocifisso per riscaldarsi. Per descrivere la guerra il regista non ha bisogno del sangue. La sofferenza viene dal freddo, dalla fame e dal peso delle armi e delle armature trascinate sulla neve nella Pianura Padana.
Perché Il mestiere delle armi? Perché Giovanni è un soldato e come tale rifiuta di essere uno strumento nelle mani della politica. Nonostante gli inganni ed i tradimenti, sceglie comunque di andare incontro al suo destino perché, come diceva George Orwell, le azioni anche se sono prive di effetto non per questo risultano prive di significato.
Nel film non è da trascurare inoltre l'aspetto storiografico. Il mestiere delle armi di Giovanni delle Bande Nere è ormai sorpassato dai nuovi strumenti di morte: le armi da fuoco come i cannoni dell'esercito di Georg von Frundsberg, di fronte ai quali nulla possono più le armature. Non si tratta soltanto di una innovazione tecnologica dell'arte della guerra, ma di una crisi di quei valori che prima ispiravano il combattimento; ormai non conta più il coraggio individuale o l'abilità dello stratega; non ci sono più scontri corpo a corpo dove vince il più valoroso, la morte ora viene da lontano e non ti lascia scampo; ciò che importa sono le capacità tecniche, saper usare le nuove armi e, soprattutto, avere denari per acquistare le nuove potenti e costose artiglierie. Ormai
I falconetti del generale Georg von Frundsberg segnano la fine di un'epoca: il medioevo e l'età dei cavalieri e dei loro castelli è finito ormai da tempo sotto i colpi dei cannoni che mettono presto fine ai lunghi assedi feudali.
Giovanni delle Bande Nere si batte per il vecchio stato papale, per sostenerne il potere temporale e spirituale che sta ormai finendo con l'avvento dello stato moderno, delle nuove monarchie nazionali. Anche il grande Impero di Carlo V, ora vincitore con le armi contro il papato di Clemente VII, sarà col tempo sconfitto dalla nuova Francia nazionale dei successori di Francesco I ed Enrico II. La vecchia idea dell'Impero universale dovrà arrendersi alla nuova idea di nazione.

## Riconoscimenti
- 2002 - David di Donatello
  - Miglior film
  - Miglior regista a Ermanno Olmi
  - Migliore sceneggiatura a Ermanno Olmi
  - Miglior produttore a Luigi Musini, Roberto Cicutto, Ermanno Olmi
  - Miglior fotografia a Fabio Olmi
  - Miglior colonna sonora a Fabio Vacchi
  - Migliore scenografia a Luigi Marchione
  - Migliori costumi a Francesca Sartori
  - Miglior montaggio a Paolo Cottignola
- 2001 - Nastro d'argento
  - Migliore fotografia a Fabio Olmi
  - Migliore scenografia a Luigi Marchione
  - Migliori costumi a Francesca Sartori
  - Candidatura al regista del miglior film a Ermanno Olmi
- 2001 - Globo d'oro
  - Miglior film a Ermanno Olmi
  - Miglior fotografia a Fabio Olmi
  - Candidatura al miglior regista a Ermanno Olmi

- 2001 - Festival di Cannes
  - Candidatura alla Palma d'oro a Ermanno Olmi
- 2001 - Grolla d'oro
  - Miglior regista a Ermanno Olmi
  - Miglior produttore a Roberto Cicutto, Luigi Musini e Ermanno Olmi
- 2001 - Premio Flaiano
  - Miglior film a Ermanno Olmi
  - Miglior fotografia a Fabio Olmi
  - Migliori costumi a Francesca Sartori
- 2001 - European Film Awards
  - Candidatura al miglior regista a Ermanno Olmi
  - Candidatura alla miglior fotografia a Fabio Olmi
- 2002 - Ciak d'oro[12]
  - Migliore fotografia a Fabio Olmi
  - Migliori costumi a Francesca Sartori